# Prosopis torquata
Prosopis torquata là một loài thực vật có hoa trong họ Đậu. Loài này được (Lag.) DC. miêu tả khoa học đầu tiên.